# Adobe Flash
 For alternative betydninger, se Flash.
Adobe Flash (før Macromedia Flash), eller bare Flash, er et computerprogram eller plug-in, udviklet af softwarefirmaet Macromedia opkøbt af Adobe og kørt videre som Animate i deres suite. Flash bruges generelt til grafiske elementer og enkle computerspil. Men på det seneste er man begyndt at benytte Flash til hele websideer, og mange diskuterer om Flash er fremtiden frem for alternative programmeringsformer. Flash har ikke formået at vinde indpas på mobile platforme.[kilde mangler]
Flash bruger det proprietære SWF-format, som har en restriktiv brugslicens og dermed ikke kan klassificeres som en åben standard. Dette har skabt kontroverser omkring Flash, da Internettet og WWW traditionelt består af åbne komponenter, som alle kan se og bruge uanset platform eller hindringer gennem andre teknologiske krav.
Fordelen ved Flash er, at Flash bruger vektorgrafik, som er grafik skabt ved matematik i stedet for traditionel bitmap-grafik. Således tager et vektorbillede i Flash kun en brøkdel af den tid, et almindeligt billede tager at downloade. I et billede, hvor en bold hopper hen over skærmen, ville det i Flash typisk være den samme bold, der hoppede henover skærmen i et baggrundsbillede, hvor det i f.eks. en GIF-animation eller en video ville være en række hele billeder, afspillet efter hinanden.
Hvis Flash anvendes som komponent til vise (almindelige) ikke-vektorbaserede billeder, er der ikke denne hastighedsfordel.
Flash kan også håndtere lyd, og har et komplet sæt af grafiske komponenter (knapper, menuer etc.), så avancerede brugergrænseflader kan opbygges.
Adobe annoncerede d. 25. juli 2017, at de efter d. 31. december 2020 ikke længere vil yde support for Flash (et såkaldt end-of-life (EOL) statement fra Adobe). Denne beslutning kom som et resultat af, at flere og flere browsere begyndte at anvende åbne standarder, som både er sikrere til brug på internettet og mere effektive end Flash.